# Стрешинский сельсовет
Стрешинский сельсовет (белор. Стрэшынскі сельсавет) — административная единица на территории Жлобинского района Гомельской области Республики Беларусь. Административный центр — городской посёлок Стрешин.

## География
Расположен в юго-восточной части Жлобинского района.
Граничит с Новомарковичским, Октябрьским сельсоветами Жлобинского района Гомельской области.
Расстояние от г. п. Стрешин до г. Жлобина – 25 км, до Гомеля – 120 км.

### Водная система
Протекает река: Днепр.

## История
В состав Стрешинского поселкового Совета входили до 1962 года деревня Ворон-Гаёк, посёлок Гремячий Мох, до 1966 года посёлки Липы, Новый Свет, деревня Старая Каменка, до 1972 года посёлок Нивки (в настоящее время не существуют).
12 декабря 2013 года в границах территорий, относящихся к Стрешинским поселковому Совету депутатов и поселковому исполнительному комитету Жлобинского района Гомельской области, образован сельсовет Стрешинский.
14 декабря 2022 года Стрешинский и Верхнеолбянский сельсоветы Жлобинского района Гомельской области объединены в одну административно-территориальную единицу – Стрешинский сельсовет Жлобинского района Гомельской области. В состав Стрешинского сельсовета Жлобинского района Гомельской области включены земельные участки Верхнеолбянского сельсовета Жлобинского района Гомельской области.

## Состав
Стрешинский сельсовет включает 8 населённых пунктов:
- Верхняя Олба — деревня
- Городок — деревня
- Зломное — деревня
- Нижняя Олба — деревня
- Новая Каменка — деревня
- Радутин — деревня
- Стрешин — городской посёлок
- Шихов — деревня